# Gérard Larcher
Gérard Larcher (ur. 14 września 1949 w miejscowości Flers) – francuski polityk, od 2008 do 2011 oraz od 2014 przewodniczący Senatu.

## Życiorys
Z wykształcenia weterynarz, ukończył studia w École nationale vétérinaire w Lyonie. Przez kilkanaście lat pracował w zawodzie, współpracował m.in. z narodową reprezentacją w jeździectwie przed Letnimi Igrzyskami Olimpijskimi w 1976.
Działał w Zgromadzeniu na rzecz Republiki, w 2002 przystąpił do współtworzonej przez RPR Unii na rzecz Ruchu Ludowego. W 2015 został członkiem powstałych w oparciu o UMP Republikanów.
Od 1985 przez cztery lata zasiadał w radzie regionalnej Île-de-France. W 1983 został merem miasta Rambouillet, funkcję tę pełnił do 2004. W 1986 wybrano go do francuskiego Senatu w departamencie Yvelines (reelekcja w 1995). Zajmował stanowisko wiceprzewodniczącego wyższej izby parlamentu. Mandat senatora złożył w 2004, kiedy to 30 marca tego samego roku objął stanowisko wiceministra (ministre délégué) ds. kontaktów pracowniczych. 31 maja 2005 został powołany na wiceministra ds. zatrudnienia, bezrobocia i aktywizacji zawodowej młodych. Z administracji rządowej odszedł 15 maja 2007 w związku z powołaniem nowego gabinetu.
W tym samym roku wrócił na urząd burmistrza Rambouillet (sprawując go do 2014), a także ponownie został senatorem. 1 października 2008 wybrano go na przewodniczącego Senatu, w głosowaniu pokonał kandydata socjalistów. W 2011 ponownie został senatorem, w związku z uzyskaniem większości w tej izbie przez lewicę 1 października tego samego roku zakończył urzędowanie jako przewodniczący Senatu. Gdy w 2014 prawica i centryści odzyskali większość w Senacie, 1 października tegoż roku został po raz drugi wybrany na przewodniczącego izby. W 2017 i 2023 ponownie wybierany w skład francuskiego Senatu.
Powoływany ponownie na przewodniczącego tej izby w 2017, 2020 i 2023.

## Odznaczenia
- Order Księcia Jarosława Mądrego II klasy (Ukraina, 2022)[8]